# Quinchamalium elegans
Quinchamalium elegans é uma espécie de plantas da família Schoepfiaceae. É encontrada no Chile.